# Інжич-Чукун
Інжич-Чукун (абаз. Йынджьыгь-ЧІкІвын, карач.-балк. Гитче Инджик, кабард. Ло къуажэ цІыкІу
) — аул, адміністративний центр Абазинського району Карачаєво-Черкесії.

## Назва
Аул названий по гідроніми річки, у перекладі — «Малий Зеленчук».

## Географія
Інжич-Чукун — аул на правому березі річки Малий Зеленчук, яка відділяє його від аулу Хабез, розташованого на протилежному березі.

## Історія
Аул заснований в 1861 році під назвою Зеленчуксько-Лоовський, з 1925 року носить сучасну назву.
В 2006 році став центром Абазинського району (до цього входив у Хабезький район).
За легендами аул неодноразово змінював місце розташування — Абхазія, Гоначхір, Уруп, Учкурка — у минулому аул знаходився в цих місцевостях.
За переказами з лівого на правий берег Малого Зеленчука аул перейшов за бажанням мешканців, щоб черпати з річки воду правою, а не лівою рукою.
В околицях аулу багато археологічних пам'яток: кургани адигзького типу, середньовічні селища, могильники різних епох і багато іншого.
У тридцятих роках минулого століття в аулі знайшли притулок багато російських сімей, переслідуваних Радянською владою як кулаки або політично неблагонадійні. Аул став другою батьківщиною для сімей Радченків, Соболєвих, Кравцових, Толмачових та інших, їхні нащадки і сьогодні з вдячністю говорять про Інжич-Чукун.

## Населення
Населення — 2610 осіб.

## Пам'ятники
З пам'яток сучасної історії в аулі є обеліск з написом «Не забудуть аульчани світле ім'я Ваше». 107 чоловіків з Інжич-Чукуна загинули на фронті, про них, про їх вдів і трудівників тилу розповідає шкільний музей аулу.

## Люди, пов'язані з аулом
У Інжич-Чукуні народився Абазинська письменник і поет П. К. Цеков.